# Indalecio Prieto

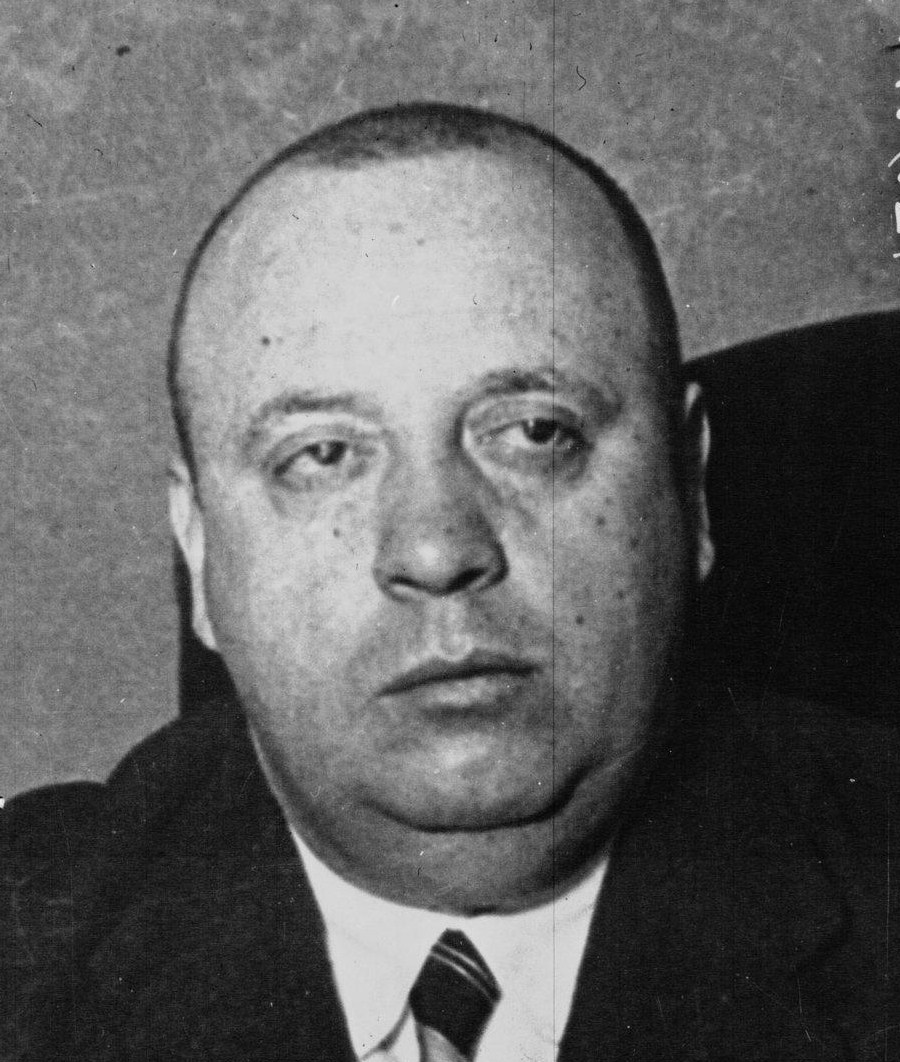
Indalecio Prieto, 1936

Indalecio Prieto Tuero (* 30. April 1883 in Oviedo; † 11. Februar 1962 in Mexiko-Stadt) war ein spanischer Politiker und führende Persönlichkeit der Spanischen Sozialistischen Partei (PSOE) in den Jahren vor und während der Zweiten Republik.

## Leben

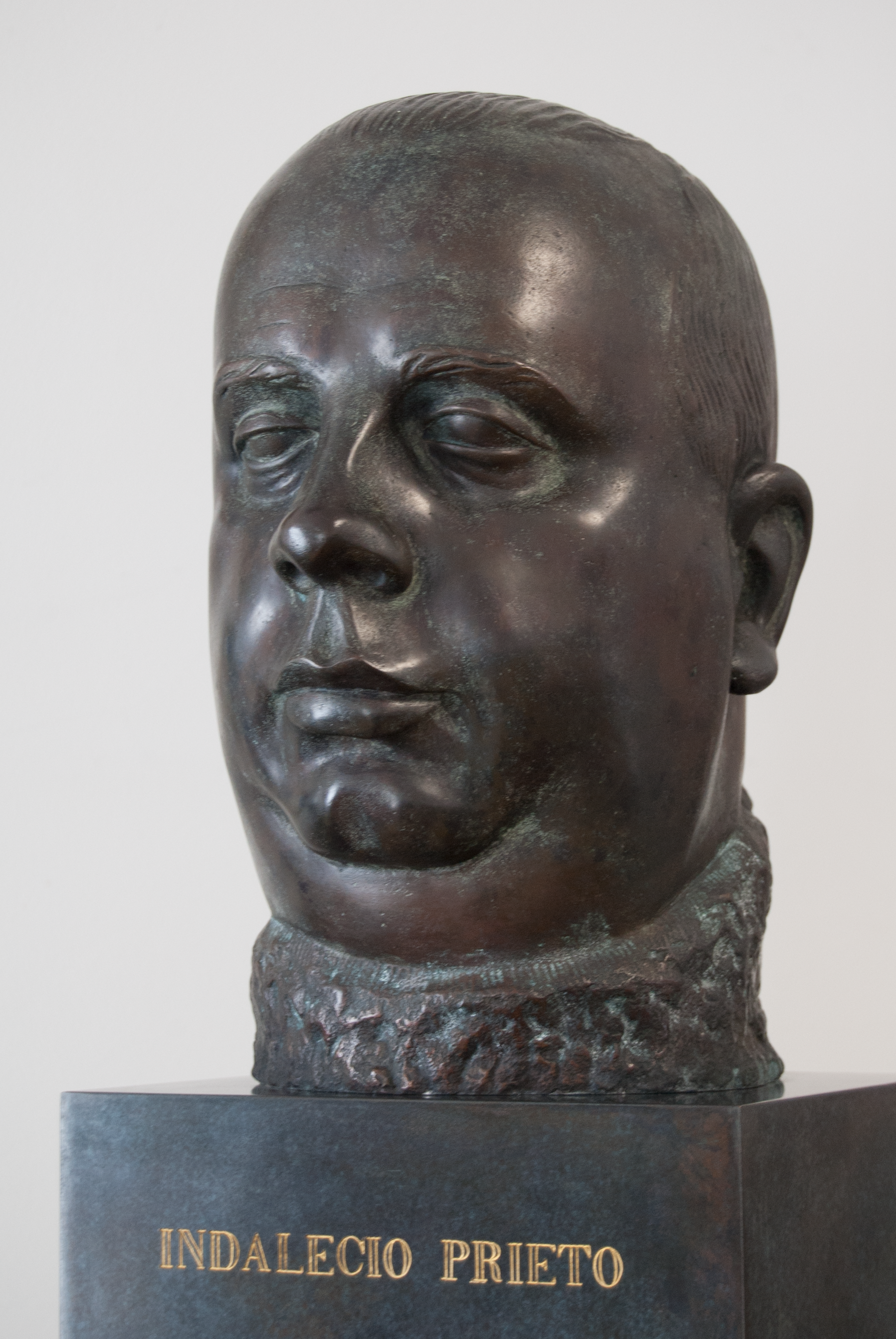
Indalecio Prieto (Juan Cristóbal, 1926).

Als Prieto sechs Jahre alt war, starb sein Vater, woraufhin seine Mutter 1891 mit ihm nach Bilbao im Baskenland umzog, wo er in einem protestantischen religiösen Zentrum unterrichtet wurde. Bereits in jungen Jahren musste er durch den Straßenverkauf von Zeitungen seinen Lebensunterhalt verdienen; später nahm er Arbeit als Stenograph bei der Tageszeitung La Voz de Vizcaya (dt. Die Stimme von Vizcaya) an. Dies ließ ihn später bis zum Journalist bei der Konkurrenzzeitung El Liberal aufsteigen; im Laufe seiner dortigen Karriere brachte er es bis zum Direktor und wurde schließlich Eigentümer der Zeitung, die ihm fortan als Sprachrohr seiner politischen Ansichten diente. Von da an führte er habituell ein großbürgerliches Leben.
1899 trat er dem PSOE bei und wirkte vier Jahre später bei der Gründung der Jugendorganisation Liga der jungen Sozialisten mit. Während des ersten Jahrzehnts des 20. Jahrhunderts wurde Prieto eine Führungsfigur des Sozialismus im Baskenland. Bereits 1911 wurde er als erster spanischer Sozialist in ein Provinzparlament (Bizkaia) gewählt. Während des Ersten Weltkriegs hatte die spanische Regierung ihre Neutralität verkündet, von der die spanische Industrie, insbesondere die Eisen- und Stahlindustrie im Baskenland und der Handel stark profitierte, aber von deren Boom die Löhne der spanischen Arbeiter gänzlich unbeeinflusst blieben. Dies führte zu großen sozialen Spannungen, die sich am 13. August 1917 bei einem revolutionären Generalstreik entluden. Die Streikenden forderten die Errichtung einer provisorischen republikanischen Regierung, Wahlen zu einer verfassunggebenden Versammlung und Maßnahmen gegen die Inflation. Aus Angst vor einer Wiederholung der kurz vorangegangenen Februarrevolution in Russland (die Oktoberrevolution lag noch in der Zukunft) wurde der Generalstreik durch das Militär brutal niedergeworfen, und die Mitglieder des Streikkomitees wurden verhaftet. Während der Chef der Gewerkschaft UGT, Francisco Largo Caballero und Julián Besteiro (1870–1940) wegen ihrer Beteiligung an der Streikorganisation zu „lebenslänglich“ verurteilt wurden und in Madrid gefangen gehalten wurden, floh Prieto nach Frankreich, bevor er verhaftet werden konnte, und kehrte erst im April 1918 zurück, als er bereits zum Abgeordneten der Cortes gewählt worden war.
Er stand den Regierungs- und Armeeunternehmen während des Zweiten Marokkanischen Krieges ablehnend gegenüber und kritisierte vor dem Parlament nach der Schlacht von Annual 1921 sehr entschieden die sehr wahrscheinliche, jedoch unbewiesene Verantwortlichkeit des Königs bei der unüberlegten Militäraktion General Fernández Silvestres in der Kommandozone von Melilla.
Als Miguel Primo de Rivera 1923 seine Diktatur errichtete, setzte er die Verfassung außer Kraft, führte die Zensur ein, verhängte das Kriegsrecht und kündigte an, dies alles geschehe, um die Korruption im Land zu beseitigen und Spanien zu reorganisieren. Im Gegensatz zu Largo Caballeros Linie der partiellen Zusammenarbeit mit Primo de Rivera lehnte Prieto jede Zusammenarbeit ab und stand in starker Konfrontation zu beiden. Largo Caballero war auf einen Pakt mit dem Diktator eingegangen und hatte die UGT zur offiziellen Gewerkschaft des Regimes erklären und die konkurrierende, anarchistische Gewerkschaft CNT verbieten lassen.
Prieto schrieb daraufhin: „Largo Caballero ist ein Verrückter, der clever erscheinen möchte. Er ist ein kalter Bürokrat, der die Rolle eines verrückten Fanatikers spielt.“ In seiner Erwiderung bezeichnete Largo Caballero Prieto als „missgünstig, arrogant und verächtlich“ und beschuldigte ihn, weder von seinen Idealen noch von seiner politischen Praxis Sozialist zu sein.
Trotz des Widerstands von Julián Besteiro nahm Prieto im August 1930 noch während der Diktatur auf eigene Faust am Pakt von San Sebastián teil, der eine breite Koalition republikanischer Parteien zusammenbrachte, die die spanische Monarchie abschaffen wollte. Dabei erfuhr er auch die Unterstützung von Largo Caballeros Parteiflügel, mit dem er sich aussöhnte, in der Überzeugung, dass der Sturz der Monarchie notwendig sei, um dem Sozialismus den Weg zu bereiten. Bei einem Parteitag votierten 10.607 Delegierte für und 8.326 gegen eine Beteiligung des PSOE an einer zukünftigen Koalitionsregierung.

### Finanzminister ab 1931
Nachdem König Alfons XIII. ohne Abdankung ins Exil gegangen und die Zweite Republik am 14. April 1931 proklamiert worden war, wurde Prieto in der provisorischen Regierung von Niceto Alcalá-Zamora zum Finanzminister ernannt. Gleich zu Beginn hatte er große Schwierigkeiten zu überwinden, weil die Eigentümer großer Vermögen zusammen mit dem König ins Ausland gegangen waren und dadurch einen Absturz des Außenwerts der Währung verursacht hatten. Als Minister für Öffentliche Arbeiten im Kabinett von Manuel Azaña setzte er die großen Stauseeprojekte (die sowohl die Elektrifizierung als auch die Bewässerung vorantreiben sollten) fort, die während der Diktatur von Primo de Rivera begonnen worden waren, und weitete sie durch ambitionierte Pläne zur Infrastrukturverbesserung in Madrid, wie Straßenbauprojekte und den neuen Bahnhof Chamartín sowie den Eisenbahntunnel, der Chamartín mit dem Bahnhof von Atocha verbinden sollte, noch aus. Die meisten dieser Vorhaben wurden jedoch infolge des Spanischen Bürgerkriegs 1936 bis 1939 erst sehr viel später vollendet.
Kurz nach dem republikanischen Wahlsieg 1931, der die soziale und politische Ordnung der Restaurationsmonarchie, die durch die Diktatur Primo de Riveras verlängert worden war, ablösen sollte, kam es zu erheblichen Meinungsverschiedenheiten innerhalb der Sozialisten, die zu Flügelbildungen innerhalb des PSOE führten, die bis 1939 und darüber hinaus fortbestanden: Die Zentristen wählten sich Prieto zu ihrem Repräsentanten, während Julián Besteiro zur Galionsfigur der Revisionisten wurde und Largo Caballero als Vertreter des revolutionären Voluntarismus fungierte.
1933 wurde die republikanische Regierung von der Linken angegriffen, weil ihr vorgeworfen wurde, nicht radikal genug zu sein: Drei Millionen Tagelöhner und landlose Landarbeiter, das größte Bauernproletariat Westeuropas, forderte schnelle Schritte zur Überwindung ihrer Misere. Zwar wurde die automatische Verlängerung der bestehenden Pachtverträge verfügt und Arbeiterkollektiven gesetzlich ein Vorrang bei der Pacht von Gütern eingeräumt. Auch der in der Industrie übliche Achtstundentag wurde offiziell für die Landarbeit eingeführt, was einer Lohnerhöhung gleichkam. Durch das Bannmeilendekret vom 28. April 1931 wurde den Großgrundbesitzern auch die Möglichkeit verwehrt, Lohndrücker aus anderen Regionen zu holen. Mit einem weiteren Erlass vom 7. April 1931 wurde es den Großgrundbesitzern verboten, durch Verbrachen weiterer Nutzflächen (ca. 30 % der Anbaufläche lagen damals aus politischen Gründen brach) die Agrarreform zu boykottieren. Azaña war jedoch nicht dem Vorschlag der Technischen Kommission gefolgt, die empfohlen hatte, die Agrarreform qua Erlass zu verfügen und durch Landbesetzungen das Pachtrecht zu erzwingen, sondern hatte mühsam ein Agrarreformgesetz auf den parlamentarischen Weg gebracht, das die Enteignung der brachliegenden Fincas und die Verteilung des Bodens unter den landlosen Bauern durch ein Agrarreforminstitut zum Zwecke der privaten und/oder kollektiven Nutzung durchsetzen sollte. Infolgedessen revoltierten im Januar Anarchosyndikalisten in Casas Viejas, deren Aufstand von der Guardia Civil und der Guardia de Asalto blutig niedergeschlagen wurde (14 Gefangene wurden exekutiert). Die Regierung war danach vor ihrer eigenen Mehrheit in der Cortes beschädigt.

### Opposition ab 1933
Bereits im September 1933 war mit dem Austritt Prietos und anderer Mitglieder der Sozialisten aus der Regierung der Sturz des Kabinetts Azañas zwangsläufig. Im nächsten Monat brach die republikanische Koalition auseinander, was dank des Mehrheitswahlrechts das rechte Wahlbündnis CEDA in Zusammenarbeit mit dem Zentristen Alejandro Lerroux an die Macht brachte, der alle bis dahin erreichten Agrarreformen geschickt torpedierte.
Anders als Largo Caballero lehnte Prieto den Generalstreik und den gescheiterten asturischen Bergarbeiterstreik im Oktober 1934 ab, floh aber dennoch nach Frankreich, um denkbarer Strafverfolgung zu entgehen. Während er in der Zeit der Diktatur argumentativ eine unerbittlichere Linie als Largo Caballero verfolgte, gehörte er seit der republikanischen Periode ins Lager der Rechtssozialisten, die Largo Caballeros revolutionärere Linie ablehnte.
Im Januar 1936 erreichte Prieto gemeinsam mit Azaña ein linkes Wahlbündnis von Sozialisten (PSOE), Kommunisten (PCE) und Unión Republicana, das auf Drängen der Kommunisten wie in Frankreich „Volksfront“ genannt wurde, die Frente Popular. Das Wahlprogramm war weit entfernt von einer sozialen Revolution: Die vorrangigen Ziele der Volksfront waren die Wiederherstellung der katalanischen Autonomie, die Befreiung der 30.000 Gefangenen des Aufstands von 1934, die Beendigung der politischen Morde, die Fortführung der von Lerroux torpedierten Agrarreform und die Entschädigung von Eigentümern, die durch den Aufstand von 1934 geschädigt wurden. Allgemein wurde erwartet, dass ein Volksfrontkabinett von Prieto geleitet wurde, doch erhielt er nicht die Unterstützung seines Rivalen Largo Caballero, so dass der Republikaner José Giral Premierminister wurde.

### Außenminister in der Regierung Caballero ab September 1936
Während der ersten Tage des Bürgerkrieges verlor Prieto jedoch alle Illusionen bezüglich Giral. Nach der Schlacht von Talavera de la Reina in der Provinz Toledo im September 1936 übernahm Largo Caballero das Amt des Premierministers und Prieto bis Mai 1937 das Marine- und Luftwaffenministerium.
Die kleine marxistische Partei Arbeitereinheit POUM und die in Katalonien mächtigen Anarchosyndikalisten vom CNT wandten sich 1937 gegen die Auflösung ihrer Parteimilizen zugunsten der republikanischen Armee, in der sie ihren Einfluss durch die Politoffiziere der ursprünglich relativ unbedeutenden Kommunistischen Partei schwinden sahen. Unter dem Druck Josef Stalins führte der PCE daraufhin zwischen dem 3. und dem 8. Mai 1937 in Barcelona eine Auseinandersetzung („Krieg im Krieg“) mit der linksmarxistischen POUM, die als trotzkistisch diffamiert wurde, und der anarchistischen CNT. Dies nahmen die Kommunisten zum Anlass, eine Regierungskrise zu provozieren, in der Largo Caballero letztlich zum Rücktritt veranlasst und durch den Rechtssozialisten Juan Negrín ersetzt wurde. Im Kabinett Negrín übernahm Prieto das Verteidigungsministerium, obwohl er im Stillen nicht mehr davon überzeugt war, dass die Republikaner den Krieg gewinnen konnten, nachdem die Demokratien, allen voran Großbritannien, Frankreich und die USA die Republikaner isolierten, statt sie zu unterstützen. Während seiner Amtszeit blieben die Republikaner durch italienische U-Boot-Angriffe und die Schließung der französischen Grenze weitgehend von sowjetischen Nachschublieferungen abgeschnitten.
Nach der Niederlage an der Nordfront mit der Einnahme des Baskenlandes und Asturiens durch die Aufständischen im Oktober 1937 bot Prieto seinen Rücktritt an, der nicht angenommen wurde. Nach dem Zusammenbruch der Aragónfront im März 1938 und der Abkühlung seiner Beziehung zu Negrín und den kommunistischen Ministern wurde der Vorsitzende der Sozialisten aus der Regierung ausgeschlossen. Die zu Beginn des Bürgerkrieges eine eher politisch untergeordnete Rolle einnehmenden Kommunisten saugten aufgrund der Waffenlieferung der Sowjetunion alle politischen Lager der Linken aus, übernahmen die Führung der sozialistischen Gewerkschaft Unión General de Trabajadores (UGT), der Juventudes Socialistas Unificadas (JSU, dt. Vereinigte Sozialistische Jugend), steigerten dadurch ihre Mitgliederzahlen auf 400.000 und verfolgten die Anarchisten, während sich bei den Sozialisten nur noch 160.000 Mitglieder organisierten.

### Exil in Mexiko ab 1939
Während des restlichen Krieges zog sich Prieto aus dem aktiven politischen Leben zurück und ging im März 1939 ins Exil nach Mexiko. Als Sonderbotschafter in verschiedenen Ländern Südamerikas überstand er den Zweiten Weltkrieg und führte den Mehrheitsflügel der Spanischen Sozialistischen Partei im mexikanischen Exil an. Am Ende des Zweiten Weltkrieges 1945 war er einer derjenigen, die in der Hoffnung, mit der monarchistischen Opposition zum Diktator Francisco Franco eine Aussicht auf die Wiederherstellung der spanischen Demokratie zu erlangen, eine republikanische Exilregierung zu bilden versuchten. Der Rückschlag dieser Initiative führte zu Prietos endgültigem Rückzug von der aktiven Politik.
Prieto starb am 11. Februar 1962 an einem Herz-Kreislauf-Versagen.

## Werke
- Palabras al viento (dt. Worte in den Wind) 1942
- Discursos en América (dt. Debatten in Amerika) 1944
- Cartas a un escultor: pequeños detalles de grandes sucesos (dt. Brief an einen Bildhauer: kleine Details großer Ereignisse) 1962